# Dada Tewari
Dada Tewari, Dada Tuari, pravog imena Deonarine Tewari, jamajčanski glazbeni producent. Stvorio je Jamaican Recording Company, prvi pravu jamajčansku diskografsku kuću 1956. Godinu poslije, 1957., osnovao je Caribbean Recording Co Ltd., lokalno tiskara gramofonskih ploča i distributera za neke američke etikete kao Imperial, Chess, Aladdin Records, Intro, Checker i Atlantic). Pokrenuo je etiketu Down Beat (1953. ili 1955.) i 1959. Caribou. Producirao je albume Laurela Aitkena, Cedrica Brava, Dona Drummonda, Perseverancea i Counta Lashera.